# Gaertnerstraße 9

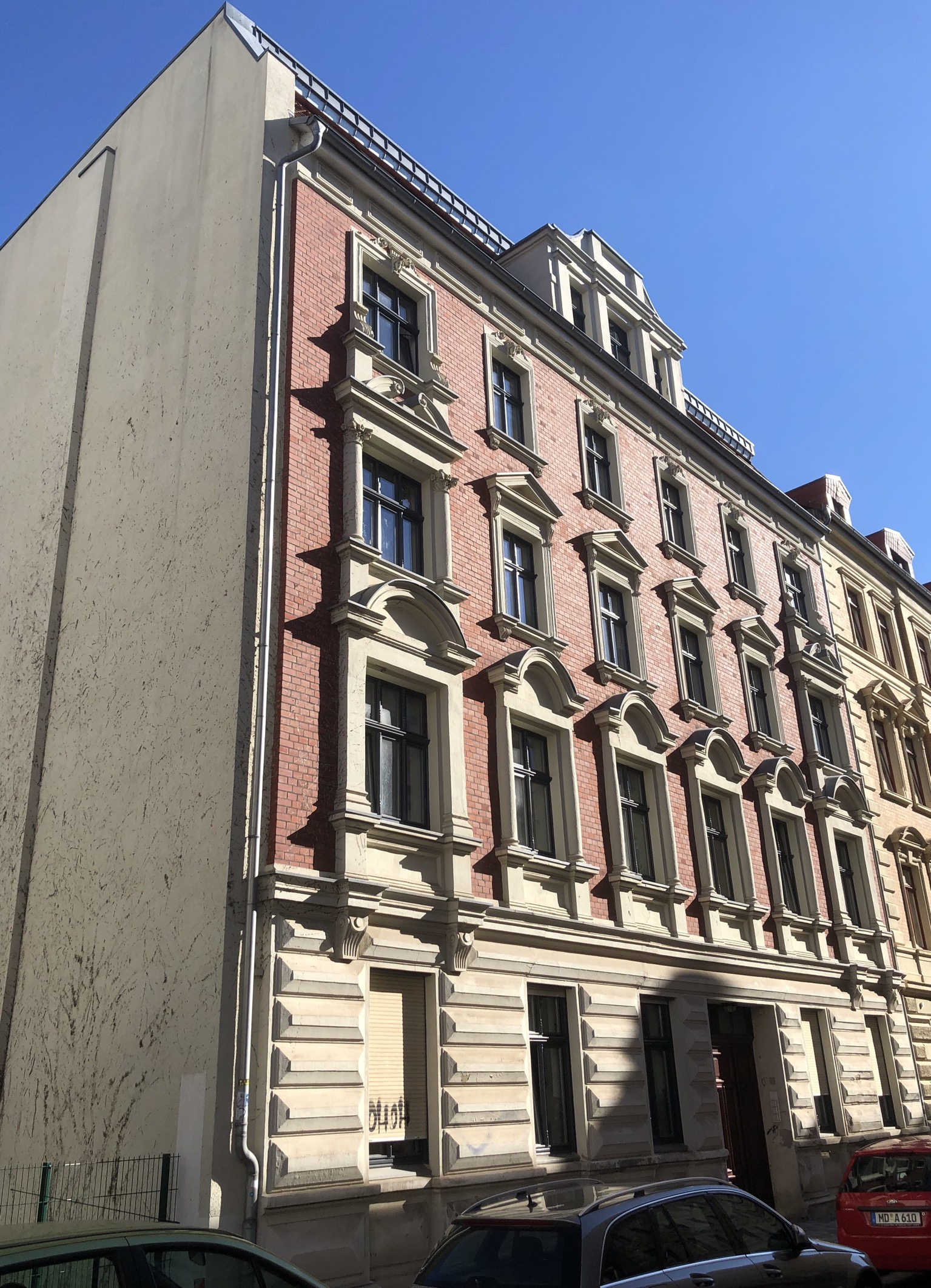
Gaertnerstraße 9 in Magdeburg, 2020

Das Gebäude Gaertnerstraße 9 ist ein denkmalgeschütztes Wohnhaus in Magdeburg in Sachsen-Anhalt.

## Lage
Es befindet sich auf der Südseite der Gaertnerstraße im Magdeburger Stadtteil Buckau. Unmittelbar westlich grenzt das gleichfalls denkmalgeschützte Haus Gaertnerstraße 8 an.

## Architektur und Geschichte
Der viergeschossige Bau wurde 1885 durch den Bauunternehmer Carl Hentrich sowie den Zimmermeister A. Wischeropp im Stil der Neorenaissance errichtet. Die sechsachsige Fassade des Ziegelbaus verfügt im Erdgeschoss über eine Rustizierung. Die Fenster der oberen Geschosse sind jeweils in den äußeren Achsen durch eine gemeinsame Rahmung verbunden. Das Dach wird von einem mittig angeordneten Dacherker geprägt, wobei sich dieser Bereich im Verhältnis zur Bauzeit verändert präsentiert.  
Im örtlichen Denkmalverzeichnis ist das Wohnhaus unter der Erfassungsnummer 094 17825 als Baudenkmal verzeichnet.
Das Haus gilt als Teil des engen gründerzeitlichen Straßenzugs als städtebaulich bedeutsam. Zugleich ist es ein sozialgeschichtliches Dokument der einfachen bis mittleren Wohnverhältnisse der Bauzeit im Industrieort Buckau.